# Fyle
Fyle är en från grekiskan härstammande beteckning i betydelsen stam.  Under äldsta tid byggde de grekiska statsbildningarna på medborgarnas tillhörighet till olika fylen. Dessa grupperingar vilade troligen ytterst på släktskapsband.
En fyle hade som undergrupper ett antal fratriai, broderskap, vilka i sin tur delades in i gener, ätter. Fyletillhörigheten hade både social, rättslig och religiös betydelse, och härens slagordning följde fylesgränserna.
I de doriska staterna fanns ursprungligen tre fyler, medan det i de joniska, däribland Aten, fanns fyra. Genom Kleisthenes författningsreform i Athen omkring 500 f. Kr.  omvandlades dock de fyra till tio nya, vilka byggde på en geografisk administrativ indelning.